# Samchongsa
Samchongsa (삼총사?; lett. "I tre moschettieri"), anche nota con il titolo internazionale The Three Musketeers, è una serie televisiva sudcoreana trasmessa su tvN dal 17 agosto al 2 novembre 2014, liberamente basata sul romanzo I tre moschettieri di Alexandre Dumas.

## Trama
La serie segue tre moschettieri che viaggiano attraverso la Cina durante l'epoca Joseon del XVII secolo.

## Personaggi e interpreti
- Park Dal-hyang (D'Artagnan), interpretato da Jung Yong-hwa
- Principe Sohyeon (Athos), interpretato da Lee Jin-wook
- Heo Seung-po (Porthos), interpretato da Yang Dong-geun
- Ahn Min-seo (Aramis), interpretato da Jung Hae-in
- Kang Yoon-seo (Anna d'Austria), interpretata da Seo Hyun-jin
- Jo Mi-ryung (Milady de Winter), interpretata da Yoo In-young
- Re Injo (Luigi XIII), interpretato da Kim Myung-soo
- Kim Ja-jeom (Cardinale Richelieu), interpretato da Park Yeong-gyu
- Choe Myeong-gil (de Tréville), interpretato da Jeon No-min
- Pansoe (Planchet), interpretato da Lee Kyun
- Inggūldai (Duca di Buckingham), interpretato da Kim Sung-min
- Noh Soo (Conte di Rochefort), interpretato da Park Sung-min
- Ba-rang, interpretato da Kang Ki-young
- Ma Boo-dae, interpretato da Kim Seo-kyung
- Park Ji-won, interpretato da Jung Yoo-suk
- Padre di Dal-hyang, interpretato da Woo Hyun
- Hong Taiji, interpretato da Byun Joo-hyun
- Principessa Jeongmyeong, interpretata da Han Min

## Produzione
La serie era inizialmente prevista per durare tre stagioni, di cui l'ultima girata in Cina, ma a causa degli ascolti bassi registrati dalla prima stagione – inferiori all'1% di share – i capitoli successivi sono stati posticipati a tempo indeterminato.